# Carlos Cáceda
Carlos Alberto Cáceda Ollaguez (Lima, 27 de setembro de 1991) é um futebolista peruano que atua como goleiro. Atualmente, joga pelo Melgar.

## Títulos

### Universitario
- Copa Libertadores da América Sub-20: 2011[2]
- Campeonato Peruano de Futebol: 2013